# بارهنگ استوانه‌ای
بارهنگ استوانه‌ای (نام علمی: Plantago cylindrica) یکی از گونه‌های سرده بارهنگ است.